# Lucy Fricke

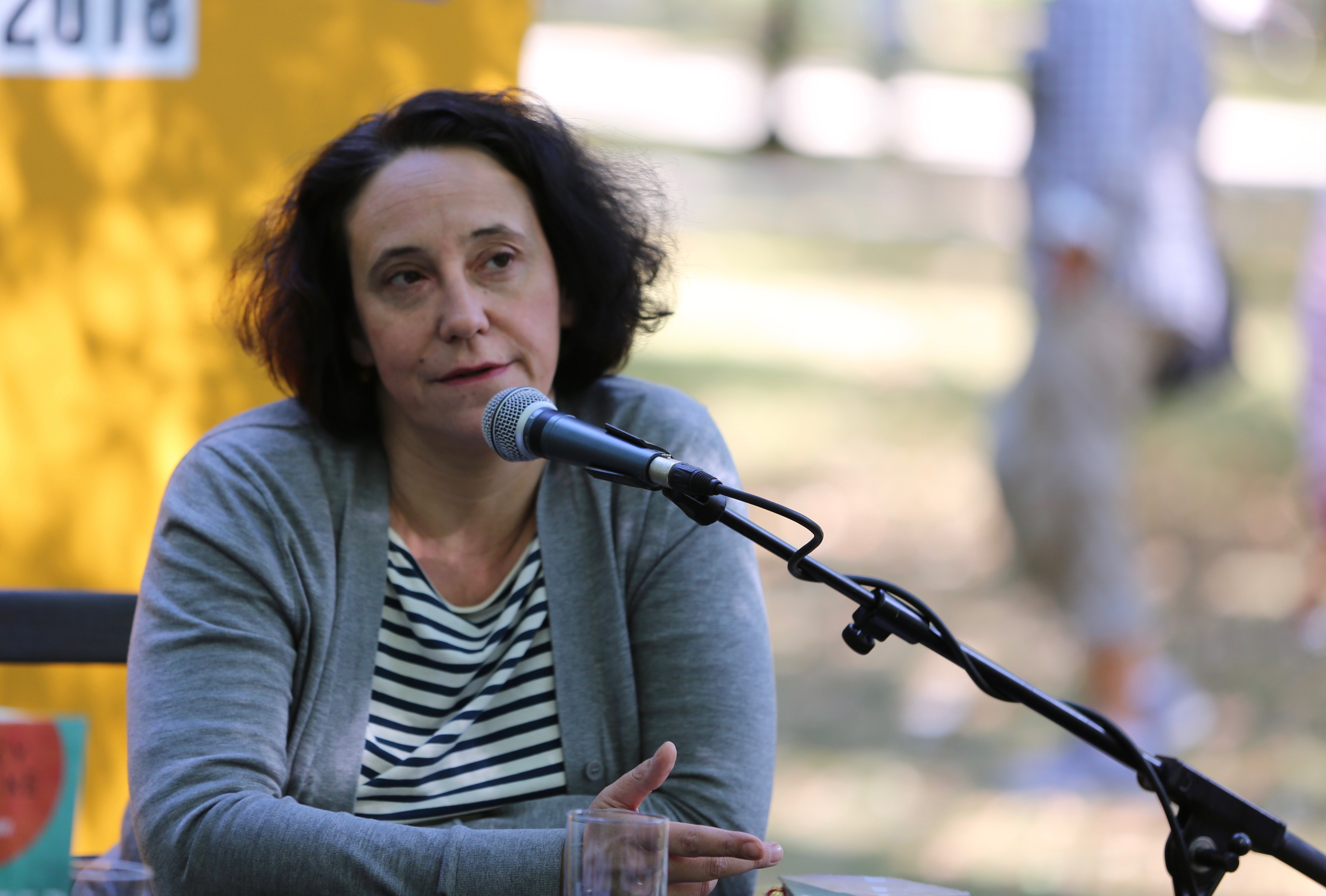
Lucy Fricke (2018)

Lucy Tanja Fricke (* 1974 in Hamburg) ist eine deutsche Autorin.

## Leben
Fricke arbeitete an zahlreichen Kino- und Fernsehfilmen mit, zunächst als Schnittassistentin, überwiegend jedoch als Script/Continuity, unter anderem für die Filme Kurz und schmerzlos und Absolute Giganten, bevor sie ab 2003 am Deutschen Literaturinstitut Leipzig studierte.
Noch vor Abschluss ihres Studiums gewann sie 2005 mit der Kurzgeschichte Winken bis nach Buenos Aires den 1. Preis beim Open-Mike-Wettbewerb für junge Literatur.
2007 erschien ihr Debütroman Durst ist schlimmer als Heimweh im Piper Verlag. 2010 wechselte sie mit dem zweiten Roman, Ich habe Freunde mitgebracht, zum Rowohlt Verlag. 2018 erschien ihr vierter Roman Töchter, der mit über 100.000 verkauften Exemplaren zum Bestseller avancierte und in mehrere Sprachen übersetzt wurde. Die französische Übersetzung unter dem Titel Les occasions manquées von Isabelle Liber wurde 2021 für den Prix Femina nominiert und stand auf der Shortlist für den Prix Medicis. Die Verfilmung mit Birgit Minichmayr, Alexandra Maria Lara und Josef Bierbichler in den Hauptrollen kam 2021 in die deutschen Kinos. Für die deutsch-griechisch-italienische Koproduktion schrieb Fricke gemeinsam mit der Regisseurin Nana Neul das Drehbuch.
Neben dem Schreiben gründete Lucy Fricke 2010 „HAM.LIT – Lange Nacht junger Literatur und Musik“ in Hamburg und kuratierte das erfolgreiche Lesefestival zehn Jahre lang. Sie war und ist auch in verschiedenen Jurys tätig, unter anderem für den Friedrich-Luft-Preis, den Karl-Heinz-Zillmer-Verlegerpreis und für den open mike 2018.
Lucy Fricke ist Gründungsmitglied des Kook-Vereins, eines unabhängigen Netzwerks von Künstlern, Mitglied im PEN-Zentrum Deutschland und Gründungsmitglied des PEN Berlin.
Fricke lebt in Berlin.

## Auszeichnungen
- 2005 1. Preis beim 13. „open mike“ der Literaturwerkstatt Berlin[15]
- 2005 Stipendiatin 9. Klagenfurter Literaturkurs[16]
- 2007 Aufenthaltsstipendium in der Villa Decius, Krakau[17]
- 2008 Aufenthaltsstipendium im Künstlerhaus Lukas, Ahrenshoop[18]
- 2008 Arbeitsstipendium Stiftung Preussische Seehandlung[1]
- 2009 Stipendiatin der Stiftung Künstlerdorf Schöppingen[19]
- 2011 Stipendiatin des Goethe-Instituts in der Villa Kamogawa, Kyoto, Japan[20]
- 2012 Stipendium des Heinrich-Heine-Hauses der Stadt Lüneburg
- 2012 Stipendium des International Writing Program der University of Iowa
- 2015 Senatsstipendium der Stadt Berlin 2015
- 2016 Casa-Baldi-Stipendium der Deutschen Akademie Rom
- 2018 Bayerischer Buchpreis, Kategorie Belletristik für Töchter
- 2019/2020 Stipendium Kulturakademie Tarabya, Istanbul, Türkei[21]
- 2021 Stipendium Villa Concordia, Bamberg[22]
- 2024 Roswitha-Preis, Literaturpreis der Stadt Bad Gandersheim

## Veröffentlichungen

### Romane
- Durst ist schlimmer als Heimweh. Piper Verlag, München 2007, ISBN 978-3-492-05141-5.
- Ich habe Freunde mitgebracht. Rowohlt Verlag, Reinbek bei Hamburg 2010, ISBN 978-3-498-02130-6.
- Takeshis Haut. Roman. Rowohlt Verlag, Reinbek bei Hamburg 2014, ISBN 978-3-498-02016-3.
- Töchter. Roman.[23] Rowohlt Verlag, Reinbek bei Hamburg 2018, ISBN 978-3-498-02007-1.
- Die Diplomatin. Roman. Claassen Verlag, Berlin 2022, ISBN 978-3-8437-2653-5.
- Das Fest. Roman. Claassen Verlag, Berlin 2024, ISBN 978-3-5461-0095-3.[24]

### Weitere Veröffentlichungen
- Sonntags. In: die horen, Nr. 216. Edition Die Horen, Bremerhaven 2004.
- Winken bis nach Buenos Aires. In: 13. open mike. Allitera Verlag, München 2005.
- Durst ist schlimmer als Heimweh. In: EDIT, Nr. 41, Papier für neue Texte. Literaturverein EDIT, Leipzig 2006.
- Null zu Vier. In: BELLA triste Nr. 25. Hildesheim 2009.
- Tagebuchauszüge. In: „Wenn ich groß bin, werd ich Dichter“ – Frühe Texte bekannter Autoren. Arche, Zürich 2015, ISBN 978-3-7160-2733-2.
- Frühling in Khartum. In: Akzente, Zeitschrift für Literatur. Hanser, München 2015, ISBN 978-3-446-24891-5.
- Wer in der Festung sitzt. In: „Wie wir leben wollen“ – Texte für Solidarität und Freiheit. Suhrkamp, Berlin 2016, ISBN 978-3-518-46710-7.
- Fischfabrik. In: VOLLTEXT Nr.1/2021, S.4-7. Zeitschrift für Literatur, Wien.
- Fischfabrik. In: Klasse und Kampf – Hrsg. Christian Baron und Maria Barankow, Claassen Verlag, Berlin 2020, ISBN 978-3-546-10025-0.